# Forena
Forena är ett svenskt fackförbund som är specialiserat på försäkringsbolag, närstående banker och försäkringsmäklare. Innan namnbytet 2019 hette det FTF- Facket för försäkring och finans och grundades ursprungligen 1919.

## Historia
1919 bildades Försäkringstjänstemannaföreningen i Stockholm och Föreningen svenska livinspektörer och året betraktas som FTF:s startår.
1936 blev Försäkringstjänstemannaföreningen i Stockholm enbart Försäkringstjänstemannaföreningen. Samma år tillkom lagen om förenings- och förhandlingsrätt.
1945  bildades det moderna Försäkringstjänstemannaförbundet genom en sammanslagning av de ”kontorsanställdas” förbund, Försäkringstjänstemannaföreningen, och fälttjänstemännens förbund Svenska försäkringsinspektörers riksförbund.
2002 bytte förbundet namn till FTF - facket för försäkring och finans. Ett namn som hängde med till 2019 då man bytte namn till Forena.

## Förbundet idag
Forena organiserar hela arbetsplatser och har medlemmar inom olika yrkeskategorier. Forena ingår i TCO och har omkring 15 000 medlemmar. År 2024 gick Forena med i PTK. Det högsta beslutande organet i Forena är kongressen. Den sammanträder vart fjärde år och består av ombud, som utses av föreningarna. Kongressen väljer ledamöter till förbundsstyrelsen, som har 13 ledamöter plus en personalrepresentant från Forenas kansli.
Vid centrala förhandlingar mellan Forena och arbetsgivarorganisationerna Försäkringsbranschens Arbetsgivareorganisation och Arbetsgivarföreningen KFO (Kooperationens förhandlingsorganisation), är det förbundsstyrelsen som förhandlar. De har också det yttersta ansvaret för de avtal som sluts samt förvaltningen av förbundets ekonomi.
I oktober 2018 fattade FTF:s förbundsfullmäktige beslut om att organisationen ska byta namn till Forena. Namnbytet skedde den 12 februari 2019.

## Förbundstidning
- Försäkringstjänstemannen: organ för Försäkringstjänstemannaföreningen. Stockholm: Försäkringstjänstemannaföreningen. 1936-1944. Libris 2035916
- Försäkringsvärlden: organ för Försäkringstjänstemannaförbundet. Stockholm: Försäkringstjänstemannaförbundet. 1945-2002. Libris 3678887
- Försäkring & finans: FTF:s medlemstidning. Stockholm: Facket för försäkring och finans (FTF). 2002[5]-2010. Libris 8604701

År 2010 slogs Försäkring & Finans ihop med Finansvärlden som gavs ut av Finansförbundet till den nya tidningen Finansliv.
- Finansliv: för dig som vill lyckas i branschen : bank, försäkring, finans. Stockholm: Finansliv. 2010-. Libris 11937835

Dåvarande FTF meddelade år 2018 att de skulle sälja sin del av Finansliv.

### Webbkällor
- Forenas webbplats